# جيف فلمنج
جيف فلمنج (بالإنجليزية: Jeff Fleming)‏ (8 سبتمبر 1979 بنيوزيلندا - ) هو لاعب كرة قدم نيوزلندي في مركز الوسط. شارك مع منتخب نيوزيلندا لكرة القدم. أما مع النوادي، فقد لعب مع Avondale FC ‏ وGreen Gully SC ‏ وكانتربيري يونايتد وNew Zealand Knights FC ‏.

## وصلات خارجية
- جيف فلمنج على موقع قاعدة بيانات كرة القدم.إي يو (الإنجليزية)
- جيف فلمنج على موقع عالم كرة القدم.نت (الإنجليزية)